# Наваррес
Наваррес (ісп. Navarrés) — муніципалітет в Іспанії, у складі автономної спільноти Валенсія, у провінції Валенсія. Населення — 3242 особи (2010).

## Географія
Муніципалітет розташований на відстані близько 300 км на південний схід від Мадрида, 49 км на південний захід від Валенсії.
На території муніципалітету розташовані такі населені пункти: (дані про населення за 2010 рік)
- Наваррес: 3129 осіб
- Плаямонте: 113 осіб

## Демографія
Динаміка населення (INE ):

## Відомі особистості
В поселенні народилась:
- Ольга Таррасо (* 1956) — іспанська архітекторка.

## Галерея зображень

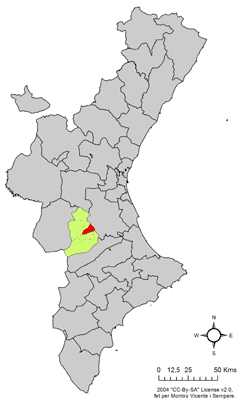
Розташування муніципалітету Наваррес у автономній спільноті Валенсія
Розташування муніципалітету Наваррес у комарці Каналь-де-Наваррес